# Tiko (piłkarz)
Tiko, właśc. Roberto Martínez Rípodas (ur. 15 września 1976 w Pampelunie) piłkarz hiszpański narodowości baskijskiej grający na pozycji ofensywnego pomocnika. Jest wychowankiem CA Osasuna. Od 9 lat występuje w baskijskim zespole Athletic Bilbao.

## Kariera klubowa
- Kluby juniorskie: CA Osasuna (do 1995).
- Kluby seniorskie: CA Osasuna „B” (1995–1997), CA Osasuna (1997–1999), Athletic Bilbao (od 1999).
- Debiut w Primera División: 12.10.1999 w meczu Málaga CF - Athletic 3:4.
- Pierwszy gol w Primera División: 27.02.2000 w meczu Athletic - Málaga CF 2:2.

Tiko pochodzi z Pampeluny. Jest wychowankiem tamtejszej Osasuny. W 1995 roku zadebiutował w rezerwach tego klubu występujących w Segunda División B. W nich spędził 2,5 roku i wtedy został włączony do kadry pierwszego zespołu. W 1997 roku zadebiutował w nim i przez kolejne 2,5 sezonu występował na boiskach Segunda División. Osasuna broniła się jednak przed spadkiem i zajmowała miejsca w środku tabeli nie walcząc o awans do Primera División.
Latem 1999 roku Tiko przeszedł do Athletic Bilbao. W jego barwach zadebiutował w La Liga, 12 października w wygranym 4:3 wyjazdowym meczu z Málagą. Początkowo był rezerwowym w klubie z Bilbao, ale zdołał zdobyć swojego premierowego gola w ekstraklasie w zremisowanym 2:2 meczu z Málagą. W sezonie 2000/2001 częściej grał w pierwszym składzie tworząc linię środka pomocy z legendą Athletic Bilbao - Julenem Guerrero. W sezonie 2001/2002 stał się etatowym wykonawcą rzutów wolnych, dzięki czemu zdobył większość ze swoich 7 goli w sezonie i stając się trzecim strzelcem zespołu. W sezonie 2002/2003 przyczynił się do zajęcia przez Athletic 7. miejsca w lidze, a w 2003/2004 zajął z nim 5. miejsce w lidze kwalifikując się tym samym do Pucharu UEFA. Także w kolejnych dwóch sezonach był czołową postacią baskijskiego zespołu, jednak z roku na rok klub zajmował niższe miejsca w lidze. W sezonie 2006/2007 doznał ciężkiej kontuzji, która wykluczyła go z gry do końca sezonu i Athletic bez Tiko do ostatniej kolejki walczył o utrzymanie w lidze. Do gry wrócił w sezonie 2007/2008.
| Sezon   | Klub            | Kraj      | Rozgrywki                  | Mecze | Bramki |
| ------- | --------------- | --------- | -------------------------- | ----- | ------ |
| 1995/96 | CA Osasuna B    | Hiszpania | Segunda División B         | 32    | 4      |
| 1996/97 | CA Osasuna B    | Hiszpania | Segunda División B         | 26    | 3      |
| 1996/97 | CA Osasuna      | Hiszpania | Segunda División           | 4     | 1      |
| 1997/98 | CA Osasuna      | Hiszpania | Segunda División           | 22    | 3      |
| 1998/99 | CA Osasuna      | Hiszpania | Segunda División           | 17    | 3      |
| 1999/00 | Athletic Bilbao | Hiszpania | Primera División           | 22    | 2      |
| 2000/01 | Athletic Bilbao | Hiszpania | Primera División           | 22    | 2      |
| 2001/02 | Athletic Bilbao | Hiszpania | Primera División           | 32    | 7      |
| 2002/03 | Athletic Bilbao | Hiszpania | Primera División           | 32    | 2      |
| 2003/04 | Athletic Bilbao | Hiszpania | Primera División           | 29    | 5      |
| 2004/05 | Athletic Bilbao | Hiszpania | Primera División           | 31    | 3      |
| 2005/06 | Athletic Bilbao | Hiszpania | Primera División           | 28    | 1      |
| 2006/07 | Athletic Bilbao | Hiszpania | Primera División           | 5     | 0      |
| 2007/08 | Athletic Bilbao | Hiszpania | Primera División           |       |        |
|         |                 |           | Łącznie w Primera División | 196   | 21     |

## Kariera reprezentacyjna

### Reprezentacja Hiszpanii
- Debiut: 27.03.2002 w meczu Holandia - Hiszpania 1:0.
- Bilans: 1 mecz.

### Reprezentacja Kraju Basków(Euskadi)
- Debiut: 27.12.2003 w meczu Euskadi - Urugwaj 2:1.
- Bilans: 3 mecze.